# Unwindia
Unwindia (лат.) — род птерозавров базальной группы Ctenochasmatoidea; более поздний анализ относит его к семейству Lonchodectidae. Известен как «неправильный» птерозавр позднего мелового периода. Известен только по частичному черепу, извлечённому из формации Сантана на северо-востоке Бразилии, которая датируется сеноманской эпохой. Типовым и единственным видом является Unwindia trigonus, название дал Дэвид Мартилл в 2011 году. Длина черепа была оценена в 300 мм, что указывает на размах крыльев более 3 метров. Если Unwindia trigonus действительно принадлежит семейству Lonchodectidae, то такой размах крыльев сделал бы её самым крупным представителем данного семейства, а также первым видом, найденным в южном полушарии.